# Dominikanerkloster Tczew
Das Kloster war eine Niederlassung der Dominikaner in Tczew/Dirschau im westlichen Preußen von 1289 bis 1818.

## Lage

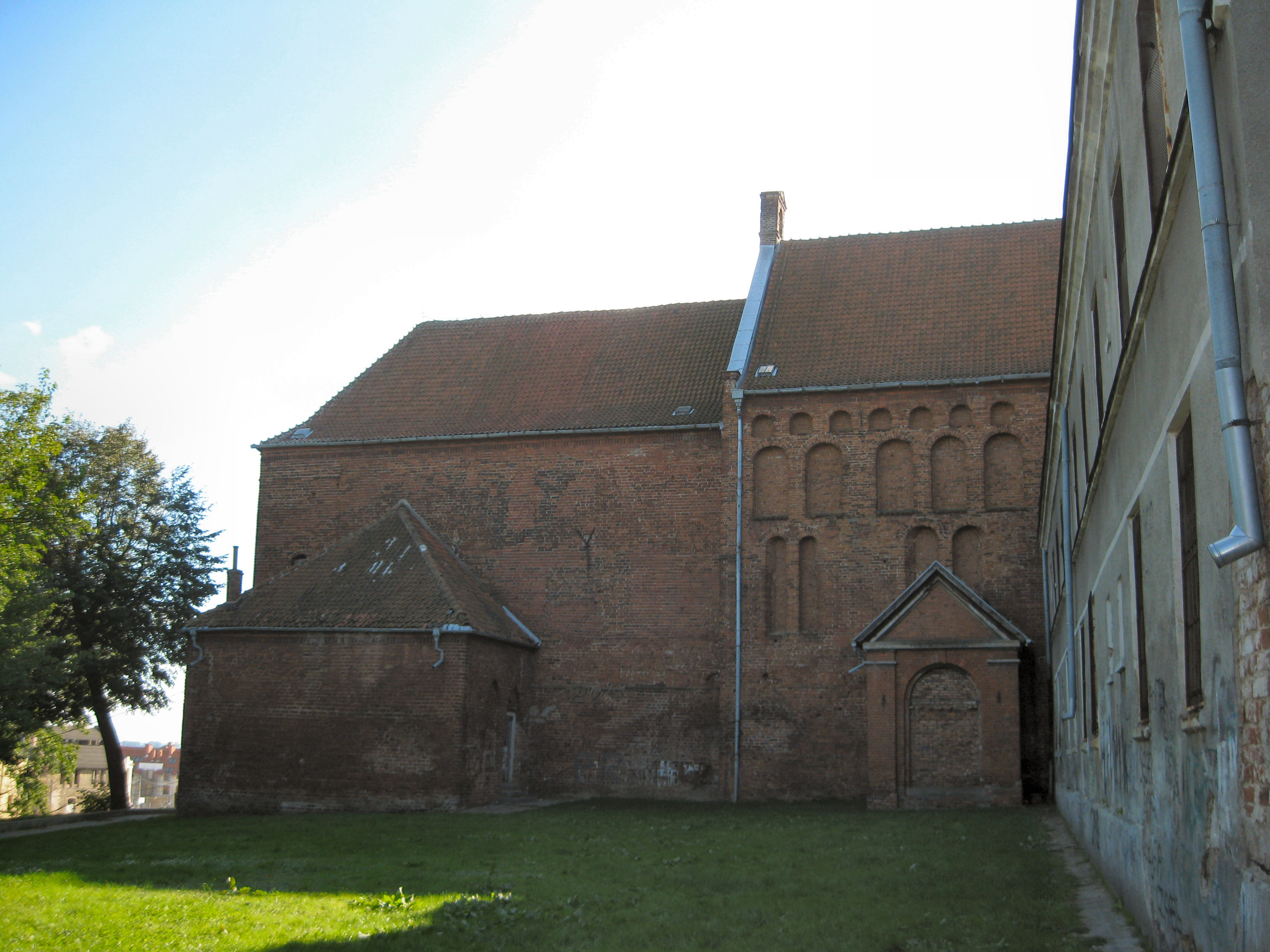
Ehemalige Klosterkirche, Nordseite, dort befand sich der Kreuzgang, rechts die Musikschule

Das Dominikanerkloster lag zwischen der Burg und der mittelalterlichen Stadt unmittelbar an der Weichsel. Die Kirche (jetzt St. Stanisław Kostka) ist erhalten. An der Stelle des ehemaligen nordwestlichen Klostergangs befindet sich jetzt eine Musikschule, daneben ist der Plac św. Grzegorza.

## Geschichte
Über die Geschichte des Klosters sind nur sehr wenige historische Nachrichten erhalten.
Es wurde am 8. Mai 1289 von Herzog Mestwin II. von Pommerellen (Danzig) gegründet, als dessen zweites für den Orden nach Stolp. Es wurde der heiligen Jungfrau Maria geweiht. Den Ordensbrüdern wurde der freie Fischfang in der Weichsel und den anliegenden Gewässern erlaubt sowie die freie Entnahme von Holz und Steinen für den Kirchenbau.
Nach der Übernahme des Gebietes durch den Deutschen Orden 1307 standen die Brüder diesem offenbar recht nah. So wurde für den verstorbenen Ordensmeister Ulrich von Jungingen um 1416 regelmäßig Seelenmessen gehalten, der Prior Heinrich transportierte 1458 noch während des Dreizehnjährigen Krieges Briefe für den Deutschen Orden aus Rom.
Für die Zeit in Polnisch-Preußen nach 1459 sind keine Informationen bekannt, obwohl das Kloster offenbar weiter bestand.
1818 wurde es durch die neuen preußischen Behörden offiziell geschlossen. Die verbliebenen Ordensbrüder sollten in das Dominikanerkloster nach Danzig ziehen. Der bewegliche Besitz wurde diesem übertragen, die Gebäude wurden an die Stadt gegeben.

## Persönlichkeiten
Priore
Es sind einige Priore namentlich erwähnt
- Bertram, 1313
- Wenceslaus, 1335[5]
- Nicolaus, 1344
- Johann Gerlach, 1413, 1416
- Heinrich, 1458